# Deborah Henry
Deborah Priya Henry (Dublín, Irlanda, 7 de julio de 1985) es una modelo malasia. Representó a Malasia en Miss Mundo 2007 y quedó en el Top 16.
También concurso en el Miss Universo 2011 en Brasil por Malasia nuevamente, en donde no logró clasificar en el grupo de las 16 semifinalistas.

## Biografía
Nació en Dublín, Irlanda, pero de niña se fue a vivir a Kuala Lumpur, Malasia, con su familia. Su madre es irlandesa y su padre es un indio malayo. 
Fue educada en la capital malasia en Sayfol International School. Después estudió en la Universidad de Queensland, en Brisbane, Australia.